# George Brent
George Brent (nacido George Brendan Nolan; Roscommon, Irlanda; 15 de marzo de 1899 - Solana Beach, California; 26 de mayo de 1979) fue un actor cinematográfico y televisivo irlandés, conocido por su carrera en el cine estadounidense.

## Primeros años
Fue hijo de un oficial del Ejército Británico.
Durante la guerra de Independencia irlandesa (1919–1921), Brent formó parte del IRA desde 1920, llevando a cabo directivas de la organización. Brent hubo de huir por estar su captura recompensada por los británicos, pero él afirmaba que únicamente había sido correo del líder irlandés Michael Collins.

## Carrera
Brent viajó a los Estados Unidos en 1925, haciendo una gira teatral con la producción Abie's Irish Rose. En los siguientes cinco años actuó con compañías de repertorio en Colorado, Rhode Island, Florida y Massachusetts, y en 1927 intervino en el circuito de Broadway en la obra Love, Honor, and Betray, junto a Clark Gable.
Finalmente, Brent se desplazó a Hollywood, donde rodó su primer film, Under Suspicion, en 1930. En los dos años siguientes trabajó en diversos títulos menores producidos por Universal Studios y 20th Century Fox antes de firmar un contrato con Warner Brothers en 1932. Con Warner Brothers permaneció a lo largo de veinte años, labrándose una exitosa carrera como primer intérprete en los últimos años de la década de 1930 y en la de 1940.
Muy estimado por Bette Davis, Brent fue el actor que más a menudo actuó junto a ella, interviniendo juntos en trece películas, incluyendo Los ricos están con nosotros (The Rich Are Always with Us, 1932), Una mujer de su casa (Housewife, 1934), La que apostó su amor (Front Page Woman, 1935), Agente especial (Special Agent, 1935), The Golden Arrow (1936), Jezabel (Jezebel, 1938), Amarga victoria (Dark Victory, 1939), La solterona (The Old Maid, 1939), La gran mentira (The Great Lie, 1941) y Como ella sola (In This Our Life, 1942). Brent también actuó junto a Ruby Keeler en La calle 42 (1933), Greta Garbo en El velo pintado (The Painted Veil, 1934), Madeleine Carroll en The Case Against Mrs. Ames (1936), Jean Arthur en More Than a Secretary (1936), Myrna Loy en Stamboul Quest (1934) y Vinieron las lluvias (The Rains Came, 1939), Merle Oberon en 'Til We Meet Again (1940), Ann Sheridan en Honeymoon for Three (1941), Joan Fontaine en The Affairs of Susan (1945), Barbara Stanwyck en The Purchase Price (1932), The Gay Sisters (1942) y My Reputation (1946), Claudette Colbert en Tomorrow Is Forever (1946), Dorothy McGuire en The Spiral Staircase (1946), Lucille Ball en Lover Come Back (1946) y Yvonne De Carlo en Slave Girl (1947).
Brent pasó a los filmes de serie B a finales de la década de 1940, retirándose del cine en 1953, aunque continuó actuando en televisión hasta 1960, protagonizando la serie Wire Service en 1956. Su última actuación tuvo lugar en 1978 en el telefilme Born Again.
A George Brent se le concedieron dos estrellas en el paseo de la Fama de Hollywood, una por su trabajo en el cine en el 1709 de Vine Street, y otra por su actividad televisiva en el 1614 de la misma vía.

## Vida personal
Brent, conocido en Hollywood por ser un mujeriego, habría mantenido una relación con su habitual pareja cinematográfica, Bette Davis. Aparte de ello, se casó en cuatro ocasiones, tres de ellas con actrices: Ruth Chatterton (1932–1934), Constance Worth (1937) y Ann Sheridan (1942–1943). Chatterton y Sheridan eran compañeras del elenco de actores de Warner Brothers. Su último matrimonio, con Janet Michaels, una antigua modelo y diseñadora de ropa, duró 27 años, hasta la muerte de ella en 1974. La pareja tuvo un hijo y una hija.
George Brent falleció en 1979 en Solana Beach, California, a causa de un enfisema. Tenía 80 años de edad. Sus restos fueron incinerados, y las cenizas esparcidas en el mar.

## Filmografía
Largometrajes
- The Sacred Flame (1929)
- Under Suspicion (1930)
- Once a Sinner (1931)
- Fair Warning (1931)
- Charlie Chan Carries On (1931)
- La tronera (Ex-Bad Boy, 1931)
- De hombre a hombre (Homicide Squad, 1931)
- The Lightning Warrior (1931)
- So Big! (1932)
- Los ricos están con nosotros (The Rich Are Always with Us, 1932)
- Week-End Marriage (1932)
- The Purchase Price (1932)
- Miss Pinkerton (1932)
- The Crash (1932)
- They Call It Sin (1932)
- La calle 42 (1933)
- Palacio flotante (Luxury Liner, 1933)
- La mundana (The Keyhole, 1933)
- Lilly Turner (1933)
- Carita de ángel (Baby Face, 1933)
- Hembra (Female, 1933)
- From Headquarters (1933)
- Mademoiselle Doctor (Stamboul Quest, 1934)
- Una mujer de su casa (Housewife, 1934)
- Desirable (1934)
- El velo pintado (The Painted Veil, 1934)
- The Right to Live (1935)
- La vida es sabrosa (Living on Velvet, 1935)
- Su primer beso (Stranded, 1935)
- La que apostó su amor (Front Page Woman, 1935)
- Agente especial (Special Agent, 1935)
- The Goose and the Gander (1935)
- En persona (In Person, 1935)
- Snowed Under (1936)
- The Case Against Mrs. Ames (1936)
- The Golden Arrow (1936)
- Give Me Your Heart (1936)
- Escuela de secretarias (More Than a Secretary, 1936)
- God's Country and the Woman (1937)
- Mountain Justice (1937)
- The Go Getter (1937)
- Submarine D-1 (1937)
- El oro está en California / En busca del oro (Gold Is Where You Find It, 1938)
- Jezabel (Jezebel, 1938)
- Ambición rota (Racket Busters, 1938)
- Secrets of an Actress (1938)
- Wings of the Navy (1939)
- Amarga victoria (Dark Victory, 1939)
- La solterona (The Old Maid, 1939)
- Vinieron las lluvias (The Rains Came, 1939)
- The Fighting 69th (1940)
- Tráfico en diamantes (Adventure in Diamonds, 1940)
- Viaje sin retorno ('Til We Meet Again, 1940)
- The Man Who Talked Too Much (1940)
- South of Suez (1940)
- Honeymoon for Three (1941)
- La gran mentira (The Great Lie, 1941)
- They Dare Not Love (1941)
- Una mujer internacional (International Lady, 1941)
- Tres parejas (Twin Beds, 1942)
- Como ella sola (In This Our Life, 1942)
- The Gay Sisters (1942)
- You Can't Escape Forever (1942)
- Reina de plata (Silver Queen, 1942)
- Noche en el alma (Experiment Perilous, 1944)
- Mis cuatro amores (The Affairs of Susan, 1945)
- La escalera de caracol (The Spiral Staircase, 1946)
- Mañana es vivir (Tomorrow Is Forever, 1946)
- Mi reputación (My Reputation, 1946)
- Mi mujer me apasiona (Lover Come Back, 1946)
- Tentación (Temptation, 1946)
- Se busca una mujer (Out of the Blue, 1947)
- La mortaja de seda (The Corpse Came C.O.D., 1947)
- La esclava del desierto (Slave Girl, 1947)
- Cita en Nochebuena (Christmas Eve, 1947)
- Adorable coqueta (Luxury Liner, 1948)
- Angel on the Amazon (1948)
- Huracán (Red Canyon, 1949)
- Illegal Entry (1949)
- The Kid from Cleveland (1949)
- Se vende una novia (Bride for Sale, 1949)
- La chica del F.B.I. (FBI Girl, 1951)
- Chantaje criminal (The Last Page / Man Bait, 1952)
- La bella de Montana (Montana Belle, 1952)
- Tangier Incident (1953)
- Mexican Manhunt (1953)
- Death of a Scoundrel (1956)
- Born Again (1978)

Cortos
- A Dream Comes True (1935)
- Swingtime in the Movies (1938)